# Манль
Манль (фр. Mansle) — коммуна во Франции, находится в регионе Пуату — Шаранта. Департамент — Шаранта. Главный город кантона Манль. Округ коммуны — Конфолан.
Код INSEE коммуны — 16206.
Коммуна расположена приблизительно в 370 км к юго-западу от Парижа, в 80 км южнее Пуатье, в 26 км к северу от Ангулема.

## Население
Население коммуны на 2008 год составляло 1520 человек.
| 1962 | 1968 | 1975 | 1982 | 1990 | 1999 | 2008 |
| ---- | ---- | ---- | ---- | ---- | ---- | ---- |
| 1324 | 1413 | 1595 | 1486 | 1601 | 1596 | 1520 |

## Климат
Климат океанический. Ближайшая метеостанция находится в городе Коньяк.
| Показатель                        | Янв. | Фев. | Март | Апр. | Май  | Июнь | Июль | Авг. | Сен. | Окт. | Нояб. | Дек. | Год   |
| --------------------------------- | ---- | ---- | ---- | ---- | ---- | ---- | ---- | ---- | ---- | ---- | ----- | ---- | ----- |
| Средний суточный максимум, °C     | 8,7  | 10,5 | 13,1 | 15,9 | 19,5 | 23,1 | 26,1 | 25,4 | 23,1 | 18,5 | 12,4  | 9,2  | 17,7  |
| Средняя температура, °C           | 5,4  | 6,7  | 8,5  | 11,1 | 14,4 | 17,8 | 20,2 | 19,7 | 17,6 | 13,7 | 8,6   | 5,9  | 12,5  |
| Средний суточный минимум, °C      | 2,0  | 2,8  | 3,8  | 6,2  | 9,4  | 12,4 | 14,4 | 14,0 | 12,1 | 8,9  | 4,7   | 2,6  | 7,8   |
| Норма осадков, мм                 | 80,4 | 67,3 | 65,9 | 68,3 | 71,6 | 46,6 | 45,1 | 50,2 | 59,2 | 68,6 | 79,8  | 80,0 | 783,6 |
| Источник: Relevé météo des Cognac |      |      |      |      |      |      |      |      |      |      |       |      |       |

## Экономика
В 2007 году среди 874 человек в трудоспособном возрасте (15—64 лет) 623 были экономически активными, 251 — неактивными (показатель активности — 71,3 %, в 1999 году было 66,9 %). Из 623 активных работали 543 человека (300 мужчин и 243 женщины), безработных было 80 (35 мужчин и 45 женщин). Среди 251 неактивных 64 человека были учениками или студентами, 77 — пенсионерами, 110 были неактивными по другим причинам.

## Достопримечательности
- Приходская церковь Сен-Леже (XII век)
  - Запрестольный образ (XVIII век). Исторический памятник с 1976 года[3]
  - Картина «Воскрешение дочери Жаира» (XVIII век). Холст, масло, размеры — 100×135 см. Исторический памятник с 1980 года[4]
- Замок Гуе
- Цветочный парк Жан-Пьера Лансона. Содержит дендрарий и коллекцию фуксий (около 400 сортов)

## Фотогалерея

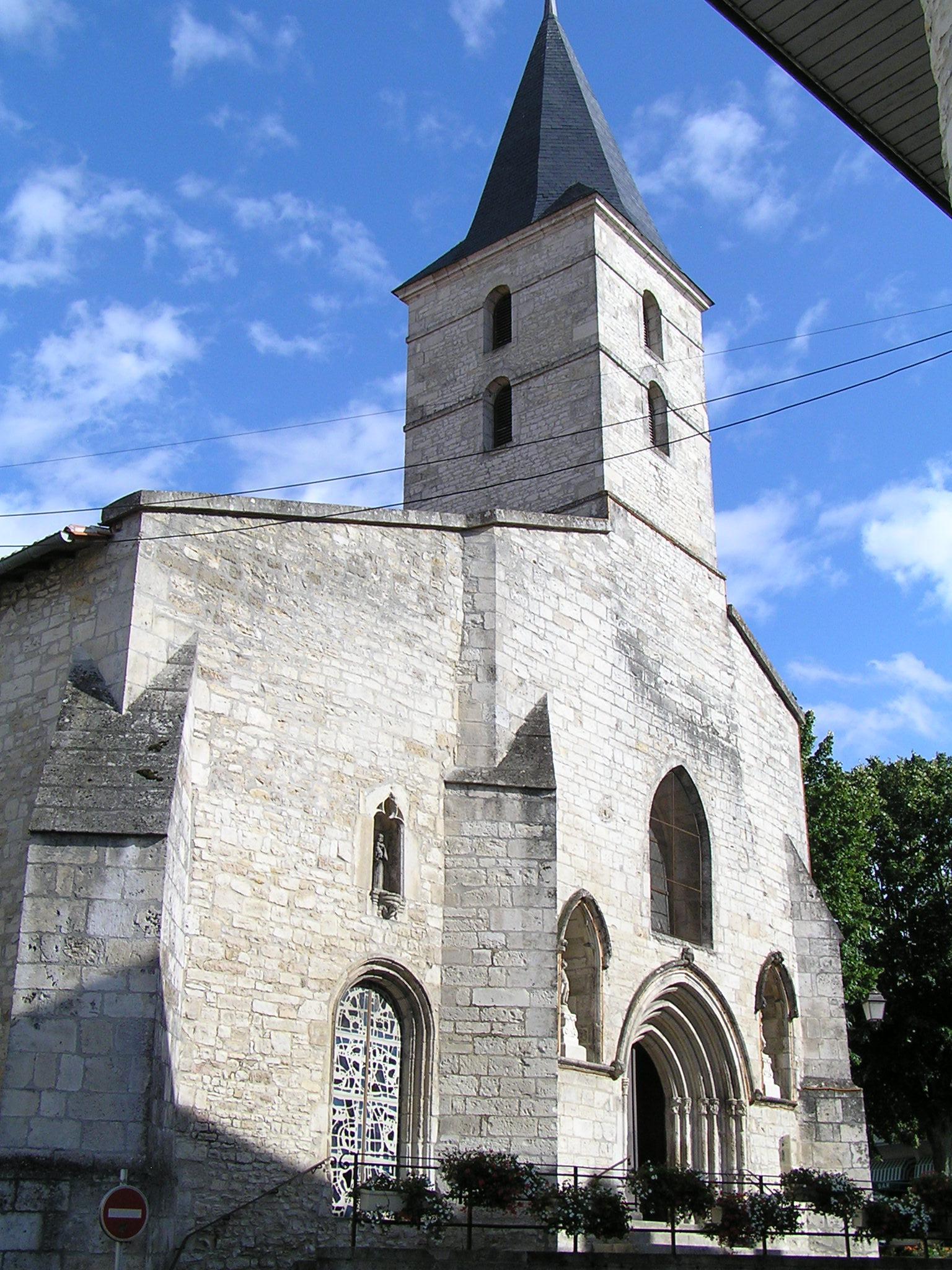
Церковь Сен-Леже
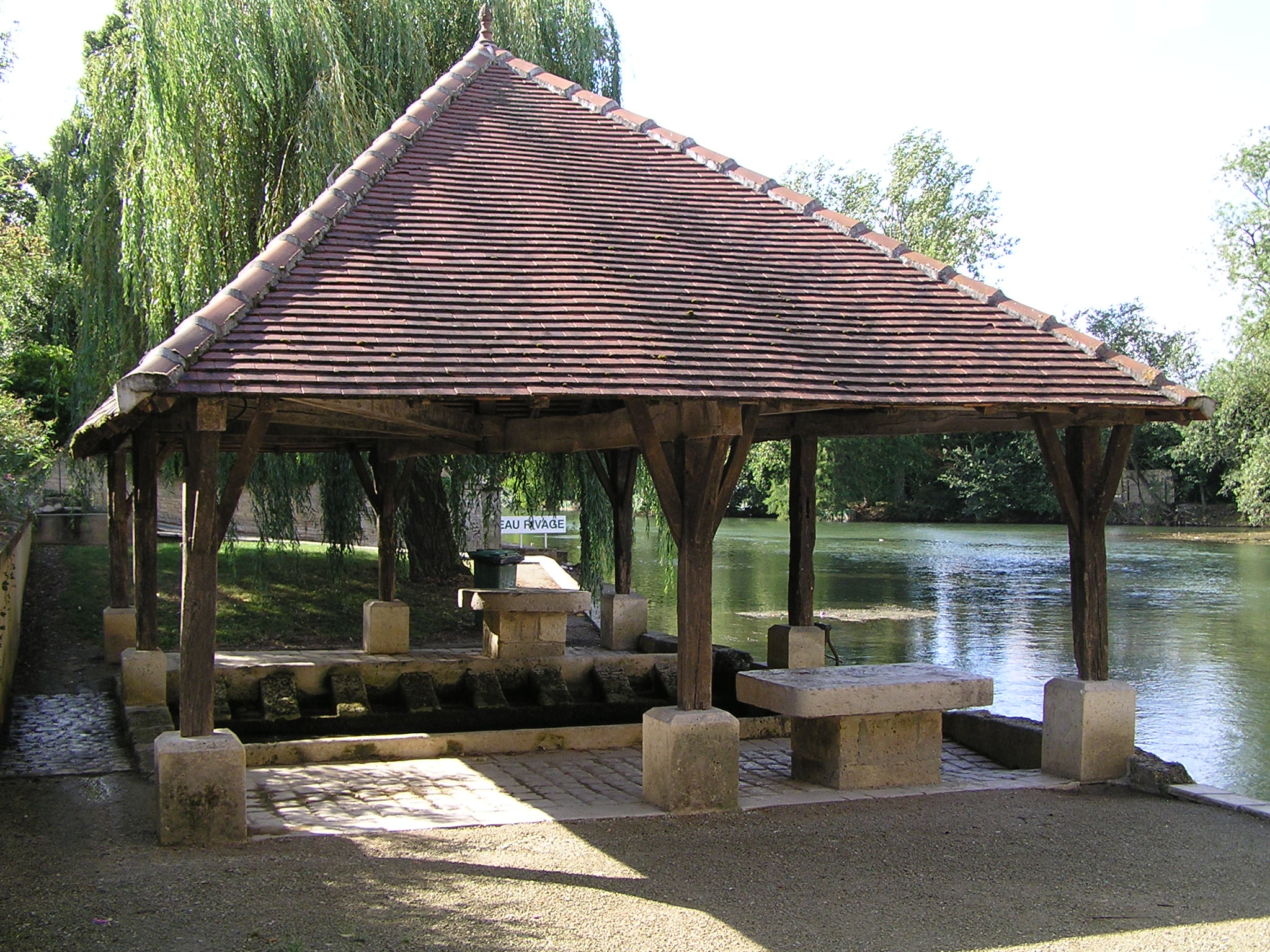
Прачечная